# Until Dawn (videójáték)
Az Until Dawn egy Supermassive Games által fejlesztett és a Sony Computer Entertainment által forgalmazott kaland-horror videójáték, amelyet eredetileg PlayStation 3-ra terveztek, de végül PlayStation 4-re jelent meg 2015 augusztusában.
A játék Kanadában játszódik, és nyolc, a hegyekben nyaraló, terrorizált fiatal körül forog, akik egy évvel másik két társuk halála után ismét visszamennek. Nem sokkal később egy őrülten kívül még az ott élő húsevő lények is rájuk támadnak, de a segítség csak napkeltekor érkezik. A kalandokon keresztül a játékosok nyolc karaktert irányíthatnak, akikkel döntéseket hozhatnak, amikkel megmenthetik vagy megölhetik őket.

## Játékmenet
A játékot úgy tervezték, hogy többször is végig lehessen játszani, egy-egy végigjátszás pedig 6-10 órát vesz igénybe. A fontos, akár egy karakter életén is múló döntéseket pillangóeffektus kíséri. A befejezés is többféleképpen történhet. A játék a döntéseken kívül a felfedezésre, ezen belül a bizonyíték- és totemkeresésre fókuszál. Az összes megtalálása esetén a Blackwood-hegység titkát is megismerhetik a játékosok. Összesen 11 fejezet van, és a döntéseinken múlik, hogy mi lesz a következő fejezet címe. Mindegyik végén van egy beszélgetés egy pszichológussal, Dr. Hill-lel, aki kikérdezi, mitől félünk a valóságban vagy hogy melyik szereplőt szeretjük jobban. Az ezekre adott válaszok majd visszaköszönnek a játék során. Az egyéb párbeszédeket szintén mi irányíthatjuk, válaszunkkal pedig megváltoztathatjuk az adott karakter tulajdonságait, természetét. A befejezésnél halhatnak meg egyszerre a legtöbben, amit elkerülhetünk, ha mozdulatlanul tartjuk a kontrollert, ugyanis elrejtőzésnél a szereplőnek mozdulatlannak kell lennie. A játékból a jumpscareket sem hagyták ki, hol állat, hol szellem, hol pedig egy beöltözött barát ijeszt ránk. Az üldözéseknél, futásnál, mászásnál rövid időn belül kell a kontrolleren különböző gombokat megnyomni, ha ez nem sikerül, le- vagy elesünk, aminek akár komoly következményei lehetnek. Nem csak ezek mennek időre, esetenként gyorsan kell választani a lehetőségek közül, viszont van, amikor az a legjobb döntés, ha hagyjuk lejárni az időt, így egy harmadik opció jön létre. A célzás is időre megy, például amikor a wendigókat kell lelassítani.

## Szereplők
| Karakter                | Színész            |
| ----------------------- | ------------------ |
| Samantha Giddings       | Hayden Panettiere  |
| Dr. Alan J. Hill        | Peter Stormare     |
| Josh Washington         | Rami Malek         |
| Hannah, Beth Washington | Ella Lentini       |
| Mike Munroe             | Brett Dalton       |
| Jessica Riley           | Meaghan Martin     |
| Chris                   | Noah Fleiss        |
| Ashley                  | Galadriel Stineman |
| Matt                    | Jordan Fisher      |
| Emily                   | Nichole Bloom      |
| Stranger                | Larry Fassenden    |

## Kiegészítő játékai
Megjelent belőle egy kiegészített változat is, ami nagyjából 10 perccel hosszabbít a játékidőn. Ezen kívül 2016. október 13-án bemutatták az Until Dawn: Rush of Blood című játékot, amiben egy vidámparki hullámvasútból különböző, az eredeti játékhoz kapcsolódó célpontokat kell lelőni ijesztő körülmények között. 2018. január 23-án kiadták az 1952-ben a Blackwood Sanatoriumban játszódó The Inpatient nevű játékot. Ez a kétórás játék az Until Dawn előzménye, és a történetéből megtudhatjuk, hogyan lettek a bányászokból wendigók.